# Oamaru

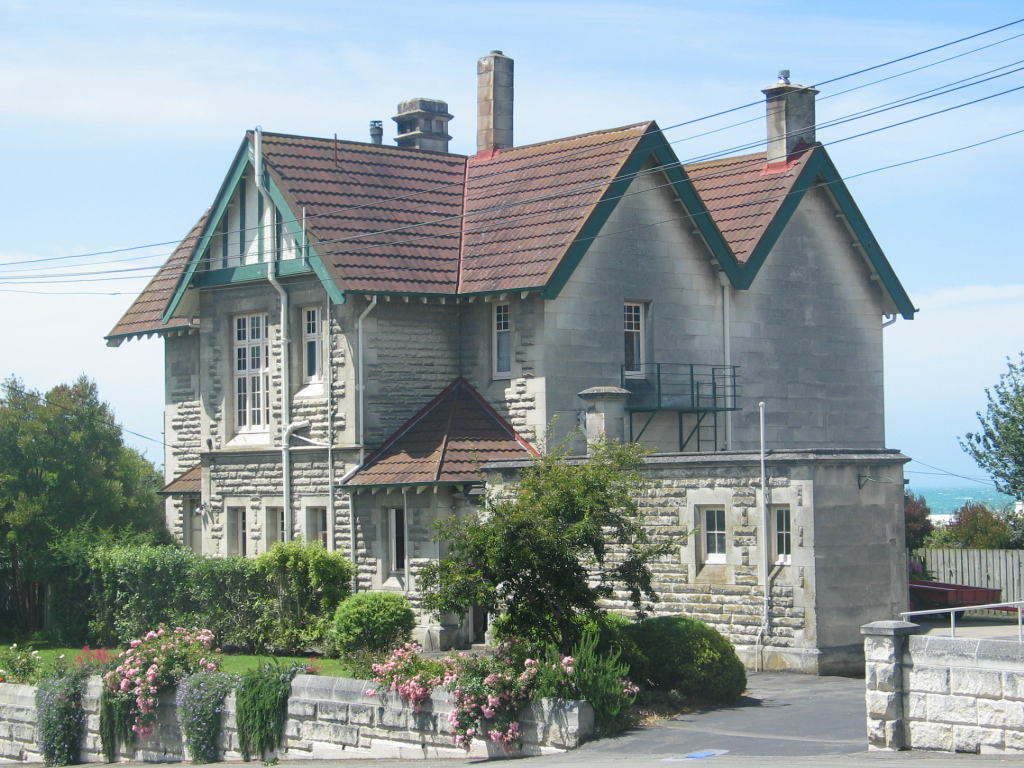
Budynek z białego kamienia w Oamaru

Oamaru, miasto na Wyspie Południowej w Nowej Zelandii. Największe miasto w północnej części regionu Otago. Około 12 000 mieszkańców.

## Współpraca
- Devizes, Wielka Brytania